# 加奧帝國
加奧帝國是歷史上位於尼日尔河中游地区的一個國家，國家的名字來自加奥。加奧帝國大约成立於7世纪。1325年，加奥帝國被马里帝国吞并。